# Fotogrametryczne skanowanie i obrazowanie 3D
Fotogrametryczne skanowanie i obrazowanie 3D – fotogrametryczne skanowanie i obrazowanie 3D jest techniczno-technologicznym rozwiązaniem przeniesienia świata rzeczywistego do wirtualnej przestrzeni. Jednym z podstawowych elementów jest zeskanowanie przedmiotu, osób bądź obiektów, a następnie ich prezentacja.
Aby otrzymać o wiele większy realizm i swobodę ruchu podczas manipulowania obiektami na tabletach, niektóre animacje 3D mogą uzyskać ruch według zasady Six degrees of freedom  (6DoF)] : forward/back, up/down, left/right, pitch, yaw, roll.
Proces skanowania polega na cyfrowym zapisie ujęć, których wykonanie zależne jest od rodzaju końcowej formy prezentacji.
W tym celu rozróżnia się dwa rodzaje prezentowania:
- Jednoosiowe – zwane potocznie obrazowaniem 360°.
- Wieloosiowe – zwane pełnym 3D.

Rozwiązaniem do tego typu prezentacji jest obrotowe przemieszczenie skanowanego obiektu oraz wykonanie określonej, zadanej przez operatora ilości zdjęć (obrazowanie 360°) i dalszym przesunięciu o zadany kąt aparatu i wykonaniu kolejnych serii ujęć (pełne 3D).

## Zastosowanie
Skanowanie tego rodzaju znajduje zastosowanie w e-commerce czy m-commerce (sklepy internetowe, witryny producentów itp.) oraz w digitalizacji różnego rodzaju muzealiów.